# Ernest Vaughan
Pour les articles homonymes, voir Vaughan.

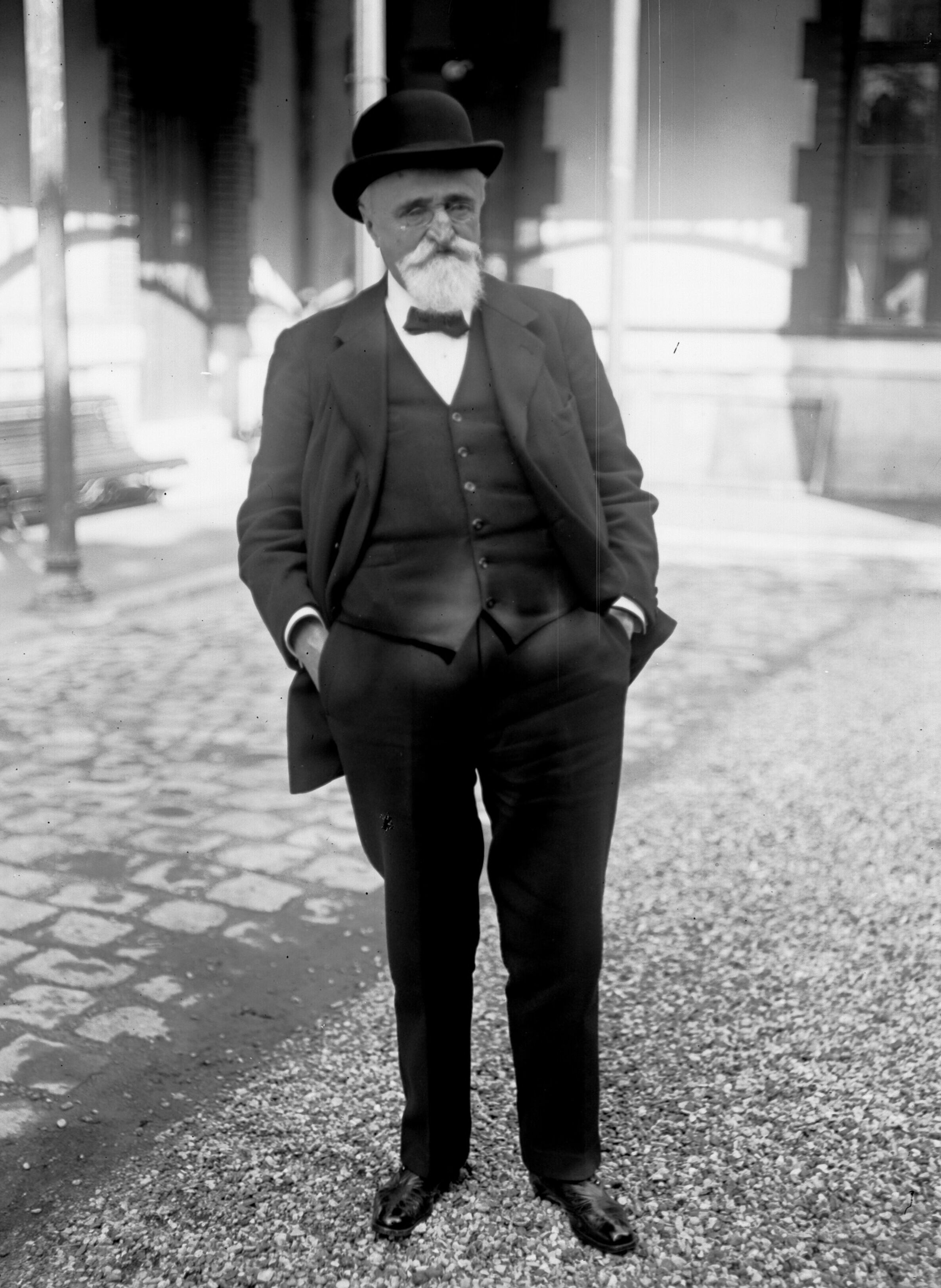
Ernest Vaughan directeur des Quinze-Vingts en 1916

Ernest Vaughan, né à Saint-Germain-en-Laye le 10 janvier 1841 et mort à Paris le 21 janvier 1929, est un journaliste, patron de presse, écrivain et homme politique français. 
Militant de l'Association internationale des travailleurs (AIT) sous le Second Empire, il est un des dirigeants de l'éphémère insurrection de Rouen en 1871. Exilé en Belgique, il revient en France et fonde avec Henri Rochefort le journal L'Intransigeant en 1880. Acquis au boulangisme, il finit par se séparer de Rochefort pour fonder L'Aurore en 1897. Durant l'Affaire Dreyfus, avec Georges Clemenceau, il est le principal artisan de la parution du pamphlet J'accuse… ! d'Émile Zola en janvier 1898.

## Biographie
Il entame sa vie professionnelle tout au bas de l'échelle comme apprenti tapissier, mais dirige déjà une manufacture à 20 ans. Politiquement, il est très marqué par Proudhon et adhère à l'Internationale en 1867. Il est arrêté en 1871 à Rouen pour avoir participé à une réunion en faveur de la Commune, mais parvient ensuite à s'exiler à Bruxelles.
Il collabore à divers journaux, puis devient en 1881 le gérant de L'Intransigeant, dont le patron est Henri Rochefort. Les relations sont difficiles entre les deux hommes, si bien qu'une séparation intervient en 1888. Vaughan prend alors la direction du Petit Lyonnais, quotidien socialiste.
En octobre 1897, il crée L'Aurore avec Urbain Gohier et Georges Clemenceau. Il bénéficie pour cela de l'entremise du député belge Georges Lorand auprès de capitalistes belges.
Le quotidien, publié jusqu'en août 1914, restera fidèle à ses engagements progressistes. L'un des seuls journaux parisiens ouvertement dreyfusards, il publie J'accuse… ! le 13 janvier 1898. C'est un immense succès de presse, qui porte la diffusion du quotidien au-delà de 100 000 exemplaires pendant plusieurs mois.
Vaughan quitte la presse en 1903. Par la suite, il occupe pendant 16 ans le poste de directeur de l'hôpital des Quinze-Vingts, publie ses mémoires en 1902 et meurt en 1929.

## Publications
- Frère Jean. Du neuf et du vieux, contes et mélanges, première série : Étrennes aux délicats, 1866
- Satires politiques : (1) En chasse !... (2) Bismarck. Son Altesse déménage... 1870
- Joyeusetés de Frère-Jean, 1875
- Maison Cochery et Cie, postes et télégraphes, 1883
- L'intermezzo, poème d'après Henri Heine, avec Charles Tabaraud, 1884
- Le Pilori de l'Intransigeant, préface de Henri Rochefort, 1885
- Souvenirs sans regrets, préface de Francis de Pressensé, 1902
- L'Assistance aux aveugles en Bohême, 1908
- Notice historique sur les Quinze-vingts, 1909
- Les Quinze-vingts, ce qu'ils sont, ce qu'ils devraient être, 1910